# Grasshopper (album)
Grasshopper je sedmé studiové album amerického hudebníka JJ Calea. Vydáno bylo v březnu roku 1982 společnostmi Island Records (Spojené království) a Mercury Records (Spojené státy americké). Spolu s Calem desku produkoval jeho dlouholetý spolupracovník Audie Ashworth. Na desce se podílela řada hudebníků, mezi něž patří například Caleova manželka Christine Lakeland. V hitparádě Billboard 200 se deska umístila na 149. příčce.

## Seznam skladeb
Autorem všech skladeb je JJ Cale, pokud není uvedeno jinak.
1. „City Girls“ – 2:49
2. „Devil in Disguise“ – 2:03
3. „One Step Ahead of the Blues“ (JJ Cale, Roger Tillison) – 2:25
4. „You Keep Me Hangin' On“ – 3:30
5. „Downtown L.A.“ – 2:32
6. „Can't Live Here“ – 2:15
7. „Grasshopper“ – 1:45
8. „Drifters Wife“ – 1:42
9. „Don't Wait“ (JJ Cale, Christine Lakeland) – 3:12
10. „A Thing Going On“ – 2:42
11. „Nobody But You“ – 3:05
12. „Mississippi River“ – 2:06
13. „Does Your Mama Like to Reggae“ (JJ Cale, Christine Lakeland) – 3:45
14. „Dr. Jive“ – 1:57

## Obsazení
- JJ Cale – zpěv, kytara
- Bobby Emmons – varhany
- Johnny Christopher – kytara
- Steve Gibson – kytara
- Bill Boatman – bicí, tamburína
- Kenny Buttrey – bicí
- Nick Rather – baskytara
- Tommy Cogbill – baskytara
- Christine Lakeland – kytara, varhany, doprovodné vokály
- David Briggs – elektrické piano, klavír
- Reggie Young – kytara
- Mike Lawler – syntezátor
- Jimmy Karstein – konga
- Karl Himmel – bicí
- Robert Greenidge – steelpan
- Gary Allen – bicí
- Denis Solee – horn
- Charles Dungey – baskytara
- Farrell Morris – konga, perkuse, vibrafon